# Mniszek pieniński

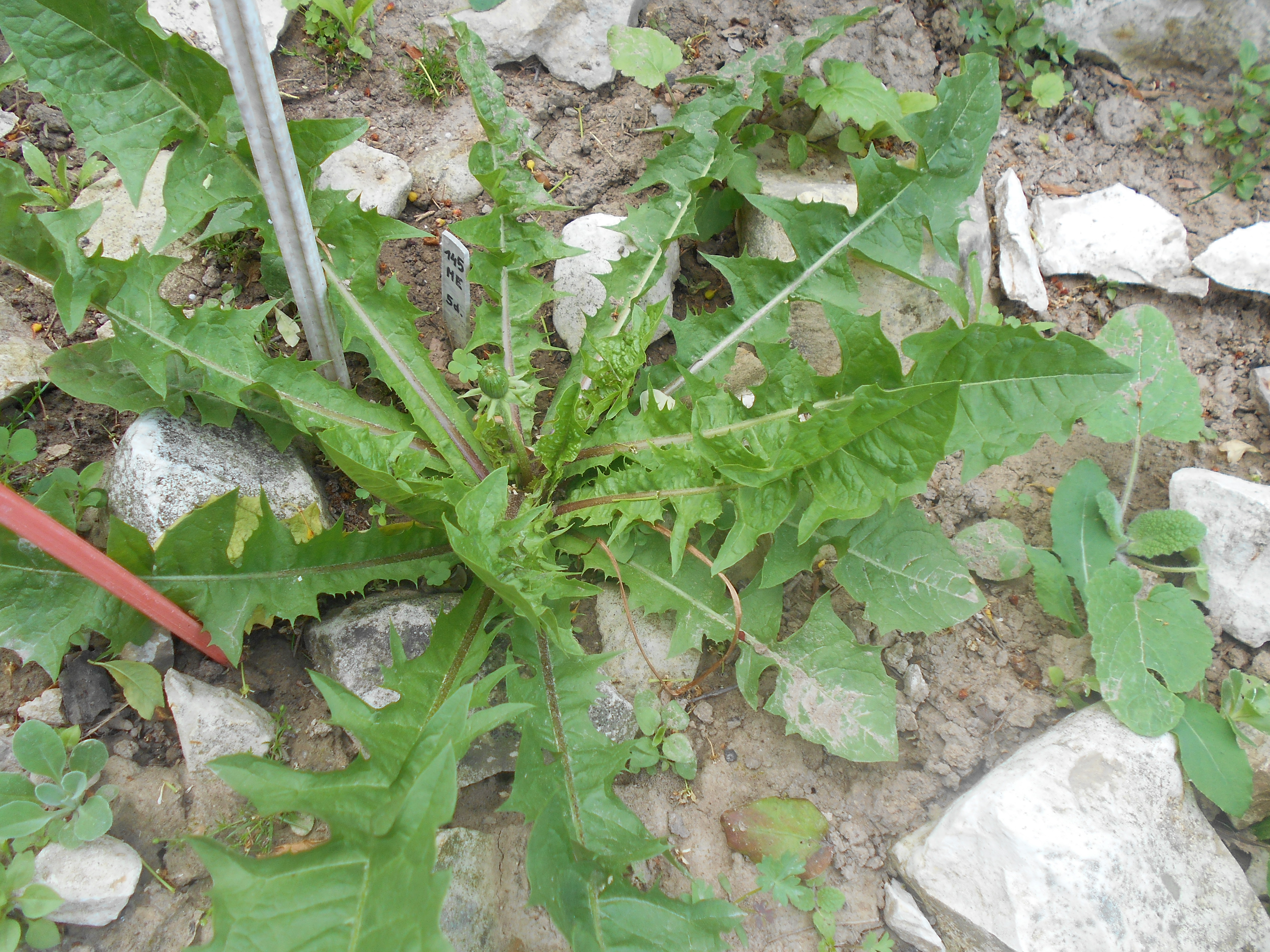
Okaz uprawiany w Ogrodzie Botanicznym UMCS w Lublinie

Mniszek pieniński (Taraxacum pieninicum Pawł.) – endemiczny dla Karpat Zachodnich gatunek rośliny z rodziny astrowatych (Asteraceae), należący do sekcji Erythrocarpa rodzaju mniszek (Taraxacum). Opisany ze zboczy masywu Trzech Koron w paśmie Pienin Środkowych. Nowsze badania wykazały, że synonimem tego gatunku jest opisany z Małych Karpat Taraxacum erythrocarpum Kirschner & Štěpánek, w związku z czym zasięg gatunku obejmuje Polskę i Słowację, a nie, jak dawniej uważano, jedynie Pieniny.

## Morfologia
LiścieDość zmienne morfologicznie. Przeważnie do połowy, lub 2/3 wcinane, o łatkach zwróconych ku nasadzie. Czasami nie podzielone, a tylko ząbkowane. Sinozielone i nagie.
KwiatPojedynczy koszyczek o okrywie długości 15–20 mm. Zewnętrzne łuski okrywy 16–19, podługowatojajowate, bladozielone, zwykle nabiegłe bladoczerwono i odstające poziomo lub odgięte. Na ich obrzeżach wąski, błoniasty, jasny i nieco zaróżowiony pasek. Listki wewnętrzne jasnoszarawozielone, pokryte woskiem. Znamię koloru żółtego. Pyłek obecny.
KorzeńMa wyraźną szyjkę korzeniową osłoniętą resztkami zeschłych liści.
OwocDojrzałe niełupki mają czerwono-brunatny kolor, są górą pokryte kolczastymi brodawkami i zakończone dzióbkiem z kończykiem. Mają długość do 5 mm.
Gatunki podobneJako bardzo podobny do T. pieninicum podawano Taraxacum hoppeanum Griseb. & Schenk. Nazwa ta jest jednak nieuprawniona (nomen illegitimum); znaczna część populacji, określanych dawniej tą nazwą, należy do Taraxacum janchenii Kirschner & Štěpánek, występującego na Bałkanach i w Rumunii.

## Biologia i ekologia
RozwójBylina, hemikryptofit.  Kwitnie w maju, zapylany jest przez owady. Po dojrzeniu nasion nadziemne części obumierają, ale pod koniec lata roślina wytwarza nowe liście, często o innym kształcie, niż liście wiosenne. Taki tryb życia jest przystosowaniem do braku wody w okresie letnich upałów, roślina ta rośnie bowiem na wystawionych na działanie słońca południowych ścianach skalnych i to na wapiennym, przepuszczalnym podłożu.
SiedliskoRośnie w murawach naskalnych na podłożu wapiennym.
GenetykaLiczba chromosomów 2n=16. Jest to jedyny we florze Polski diploidalny mniszek, którego nasiona powstają w wyniku procesów płciowych (nie występuje agamospermia).

## Zagrożenia i ochrona
Kategorie zagrożenia gatunku:
- Kategoria zagrożenia w Polsce według Czerwonej listy roślin i grzybów Polski (2006)[8]: E (wymierający); 2016: CR (krytycznie zagrożony)[9].
- Kategoria zagrożenia w Polsce według Polskiej Czerwonej Księgi Roślin (2001, 2014): CR (krytycznie zagrożony)[10].
- Kategoria zagrożenia podane w monografii sekcji Erythrocarpa Štěpánka & Kirschnera: VU (narażony), w Polsce EN (zagrożony)[6].

W Polsce objęty jest ochroną ścisłą.
Pierwsze znane miejsce występowania gatunku (locus classicus) znajdowało się przy szlaku turystycznym na Trzy Korony i uległo zniszczeniu w wyniku oberwania się bloku skalnego. Mniszek pieniński uznano wówczas za wymarły. Około 2005 r. odnaleziono ponownie jego egzemplarze w szczelinach skał wapiennych pionowych, południowo-wschodnich ścian Okrąglicy. Są tu dwa skupiska; jedno liczy kilkanaście osobników, drugie około 25, liczby te zmieniają się. Obydwa skupiska są systematycznie monitorowane.
W Polsce mniszek pieniński rośnie na niedostępnych dla turystów i znajdujących się pod ścisłą ochroną obszarach Pienińskiego Parku Narodowego. Jednak mała liczba osobników  i mały zajmowany przez nie obszar powodują, że na tym terenie jest to gatunek skrajnie zagrożony. Wymarcie tak niewielkiej populacji mogą spowodować losowe, trudne do przewidzenia zdarzenia.
Na Słowacji rośnie w Małych Karpatach, na Wielkiej Fatrze i Strażowskich Wierchach.